# Бегемот
Бегемо́т, гіпопотам (Hippopotamus) — рід наземноводяних ссавців з родини бегемотових (Hippopotamidae) ряду оленеподібних (Cerviformes).
Бегемотів відносять до групи «нежуйних» «парнокопитних» ссавців. Разом з низкою інших унгулят (слони, мамути, носороги та ін.) їх відносять до групи «товстошкірих».
У гіпопотамів — короткі 4-палі кінцівки, при цьому на кінцях пальців є специфічні зроговіння, які називають копитцями. Самі пальці з'єднані невеликими шкірястими перепонками.
Бегемоти — величезні ссавці — проводять більшість часу в воді, де вони ховаються від сонця вдень. Після сходу вони виходять за їжею (травою та іншими рослинами), але відчувають себе неспокійно.
Бегемот — одна з найнебезпечніших тварин для людини в Африці. Хоча бегемоти й не хижі тварини, вони можуть вбити або важко покалічити будь-кого своїми великими зубами, й роблять це (з переляку) частіше за левів чи інших хижаків.

## Представники
Бегемоти представлені 2 сучасними видами та кількома викопними з голоцену і плейстоцену Африки, Південної Європи, Індії. Звичайно види гіпопотамів відносять до двох різних родів.
Бегемот великий (H. amphibius) — довжина тіла (без хвоста) до 4— 4,5 м, висота в плечах 1,5 м, вага 1,2—3 т; живе в річках та озерах Внутрішньої і Західної Африки. Більшу частину життя проводить у воді, живиться водяною і прибережною рослинністю, тримається звичайно стадами, малоплодючий (самка щороку народжує 1 маля після 7—8 місяців вагітності).
Бегемот малий (H. liberiensis) — довжина тіла 1,85 м, висота в плечах 0,75 м; поширений в Ліберії і Південному Судані, живе в тропічних лісах, менш пов'язаний з водою, ніж бегемот великий. Бегемота малого виділяють навіть в окремий рід Хоропсис (Choeropsis).
Бегемоти — мисливські тварини, використовується шкіра (досягає 5 см завтовшки), м'ясо, жир, ікла. У зоопарках бегемоти іноді розмножуються.

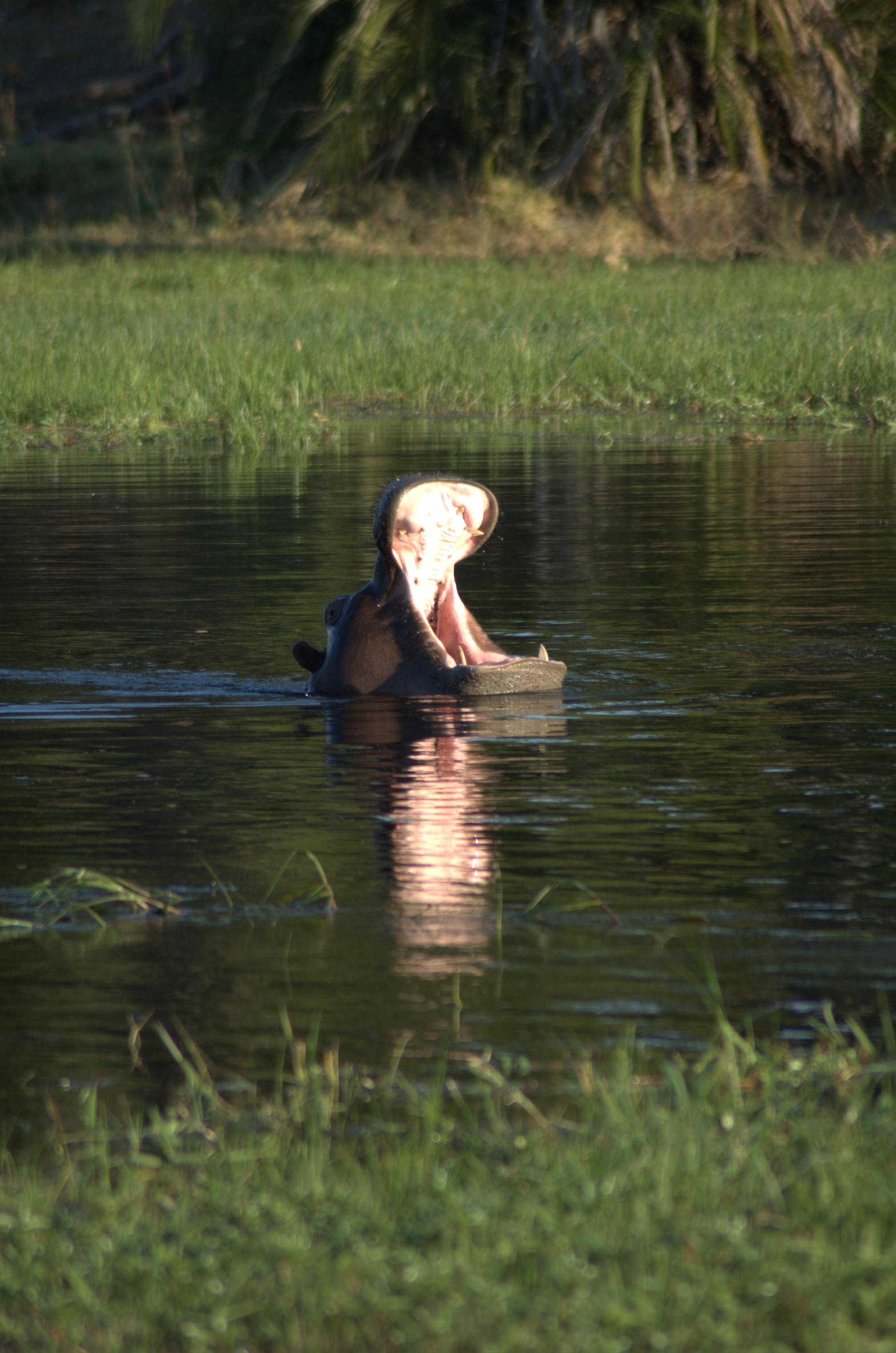
Бегемот у Ботсвані

### Види
- †Hippopotamus aethiopicus
- Hippopotamus amphibius
- †Hippopotamus antiquus
- †Hippopotamus behemoth
- †Hippopotamus creutzburgi
- †Hippopotamus gorgops
- †Hippopotamus kaisensis
- †Hippopotamus laloumena
- †Hippopotamus lemerlei
- †Hippopotamus madagascariensis
- †Hippopotamus major
- †Hippopotamus melitensis
- †Hippopotamus minor
- †Hippopotamus pentlandi
- †Hippopotamus sirensis

## Галерея

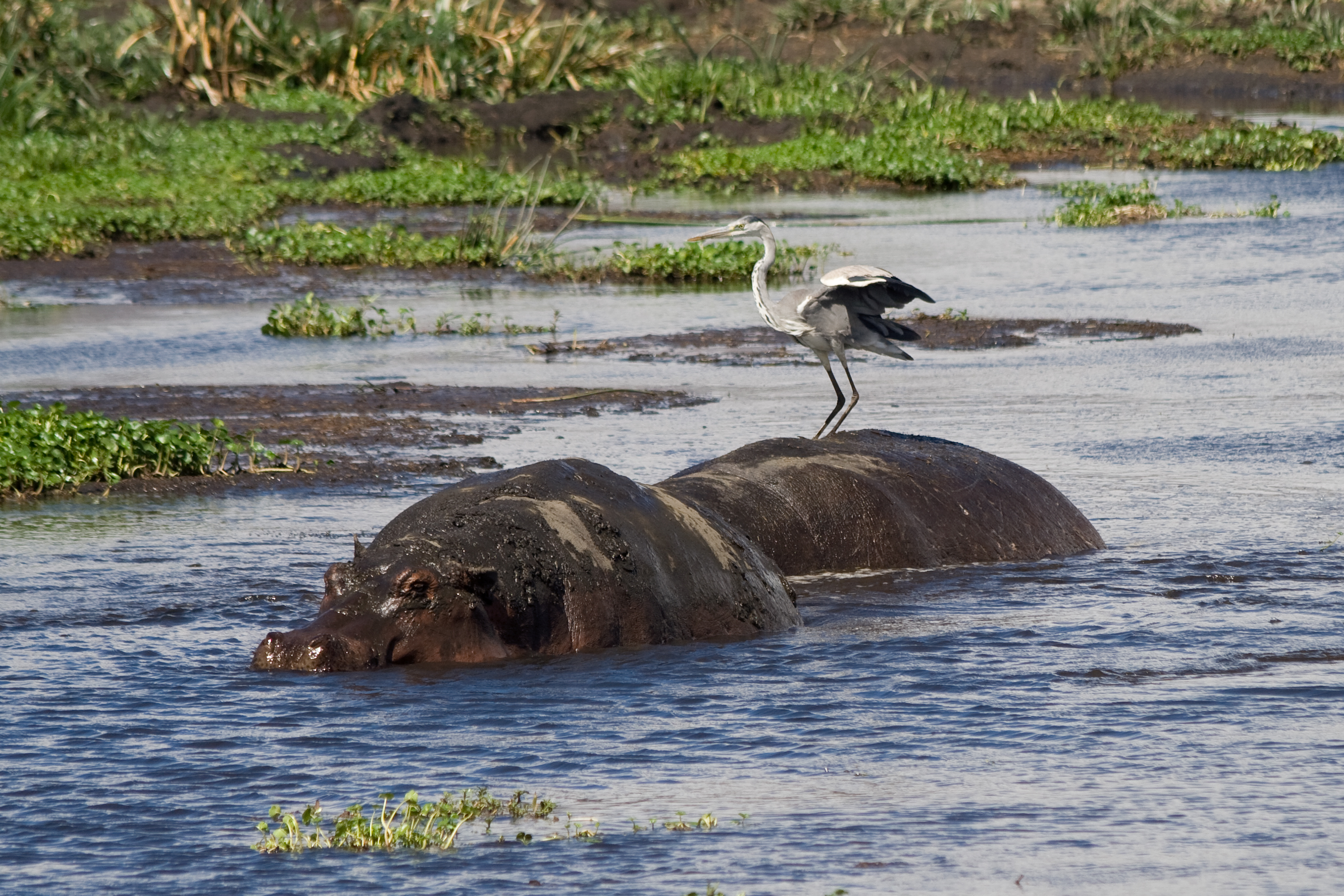
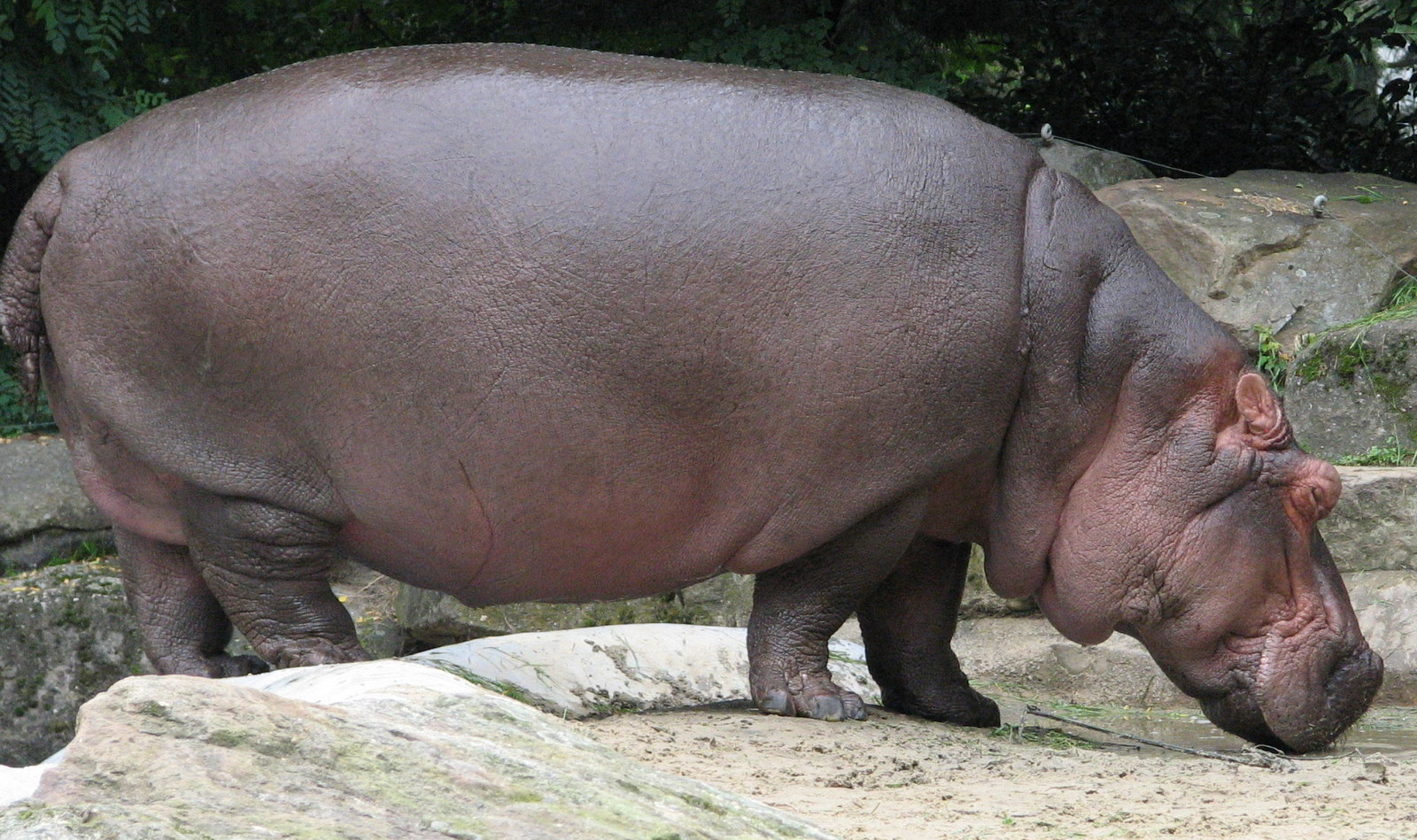
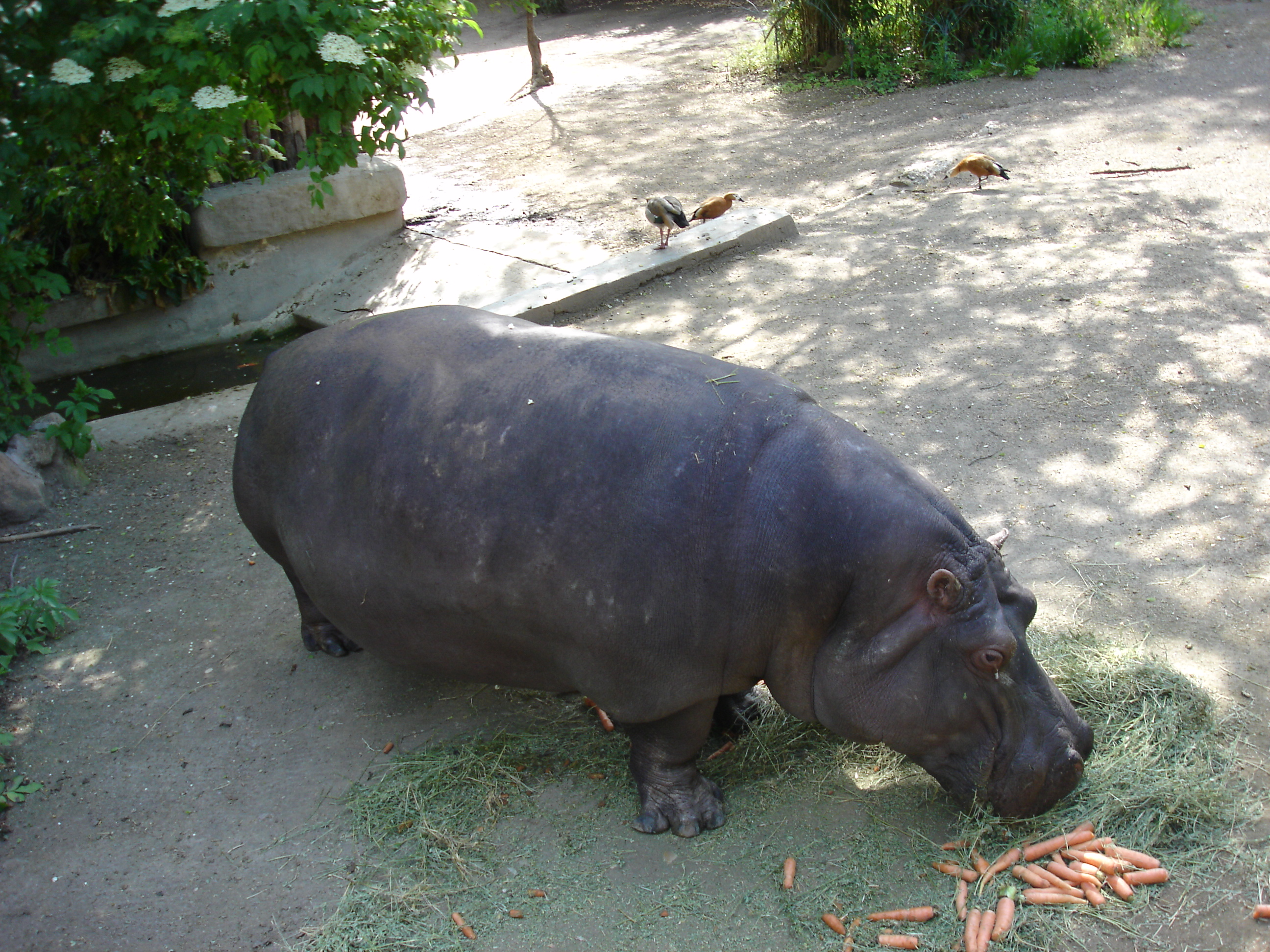
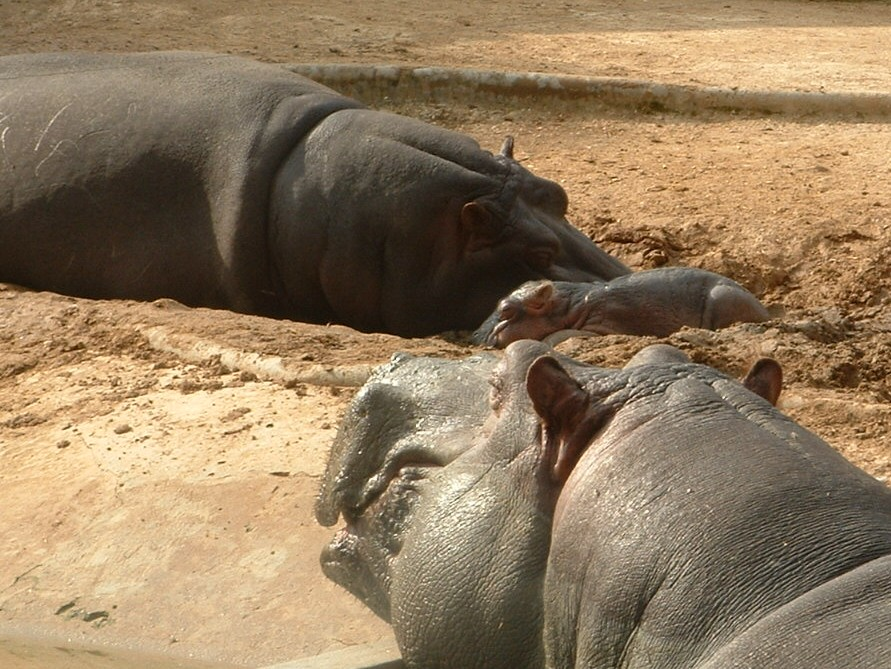
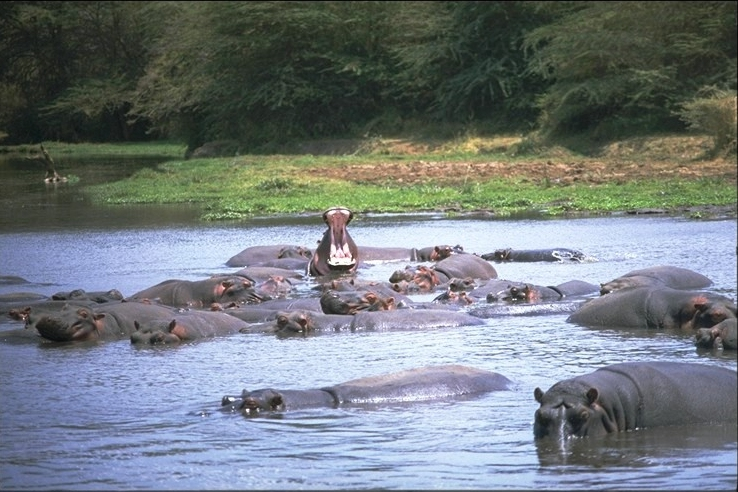
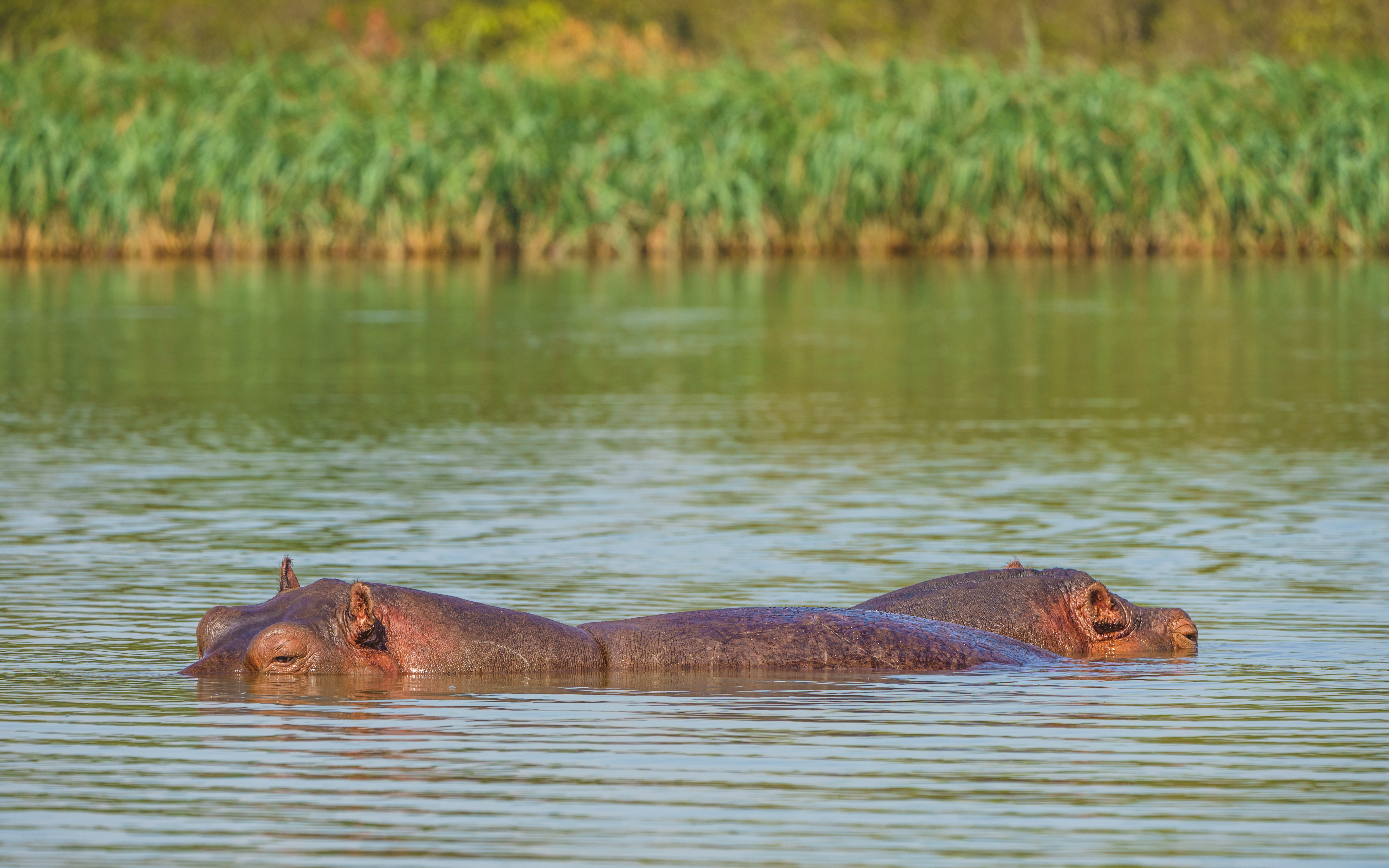
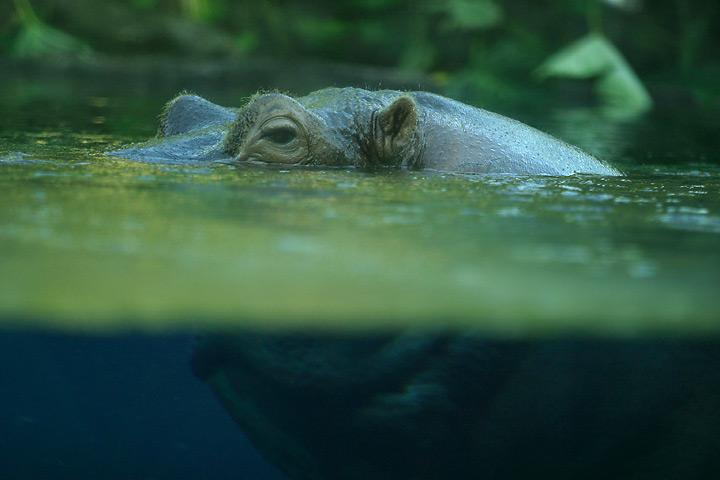
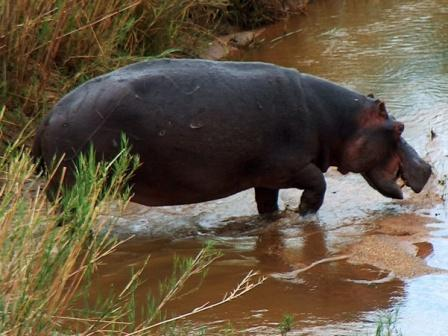
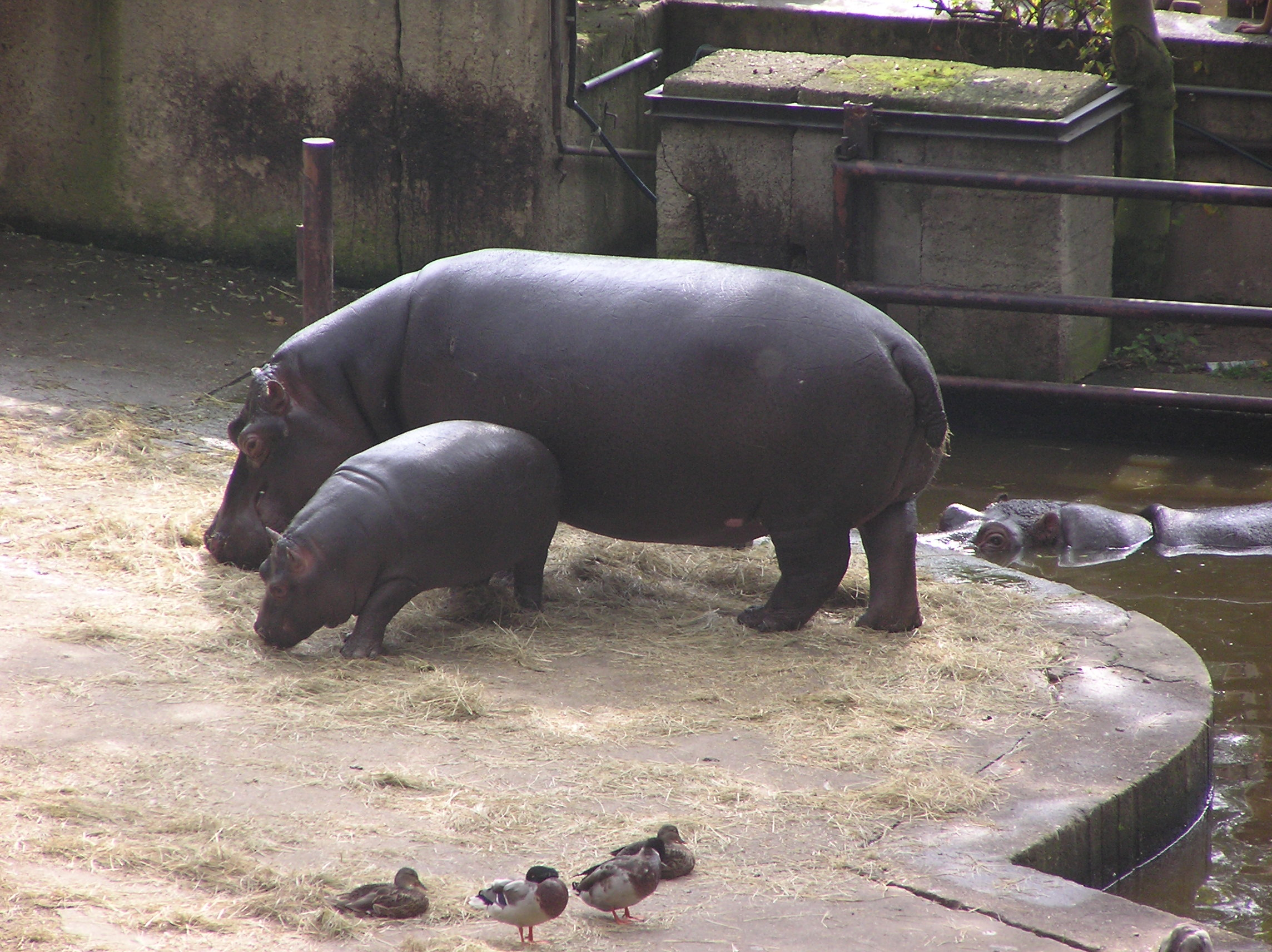
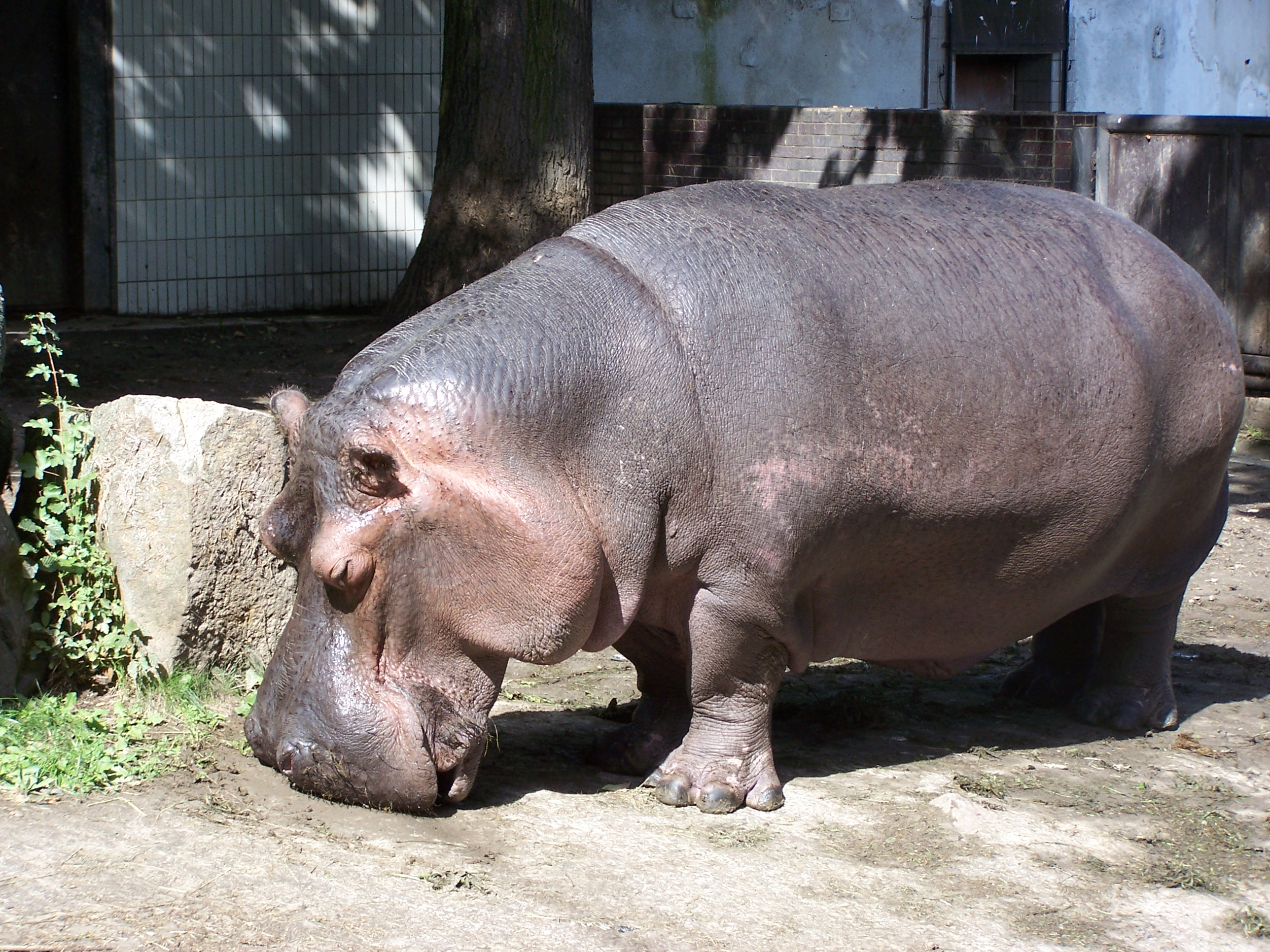
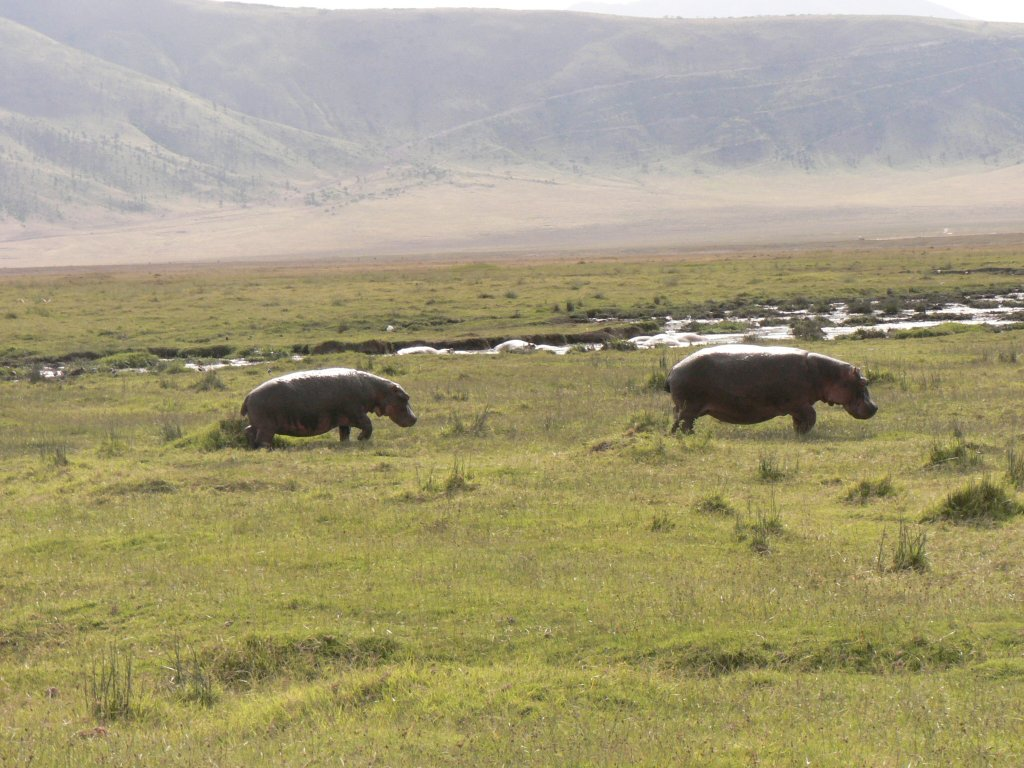
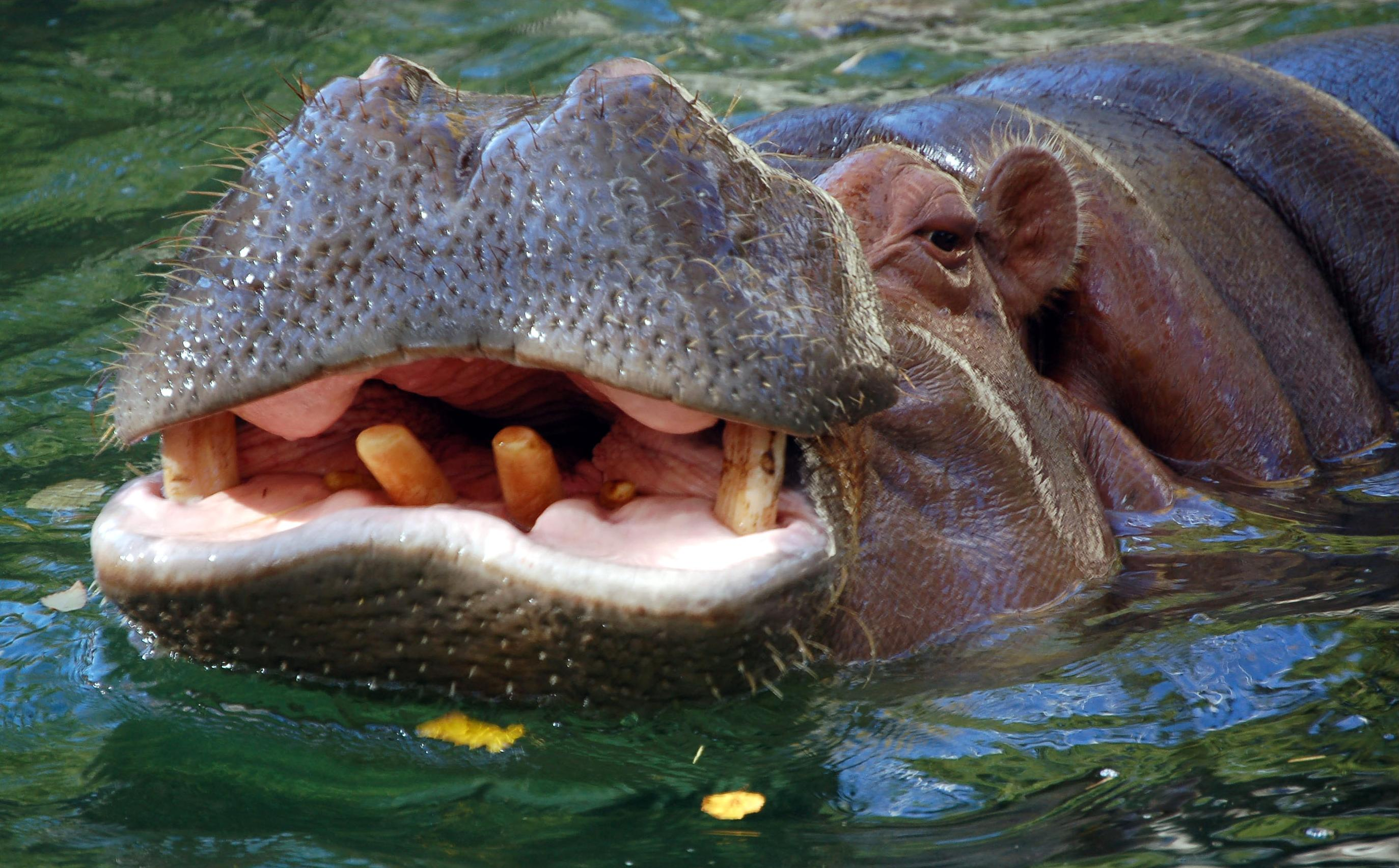
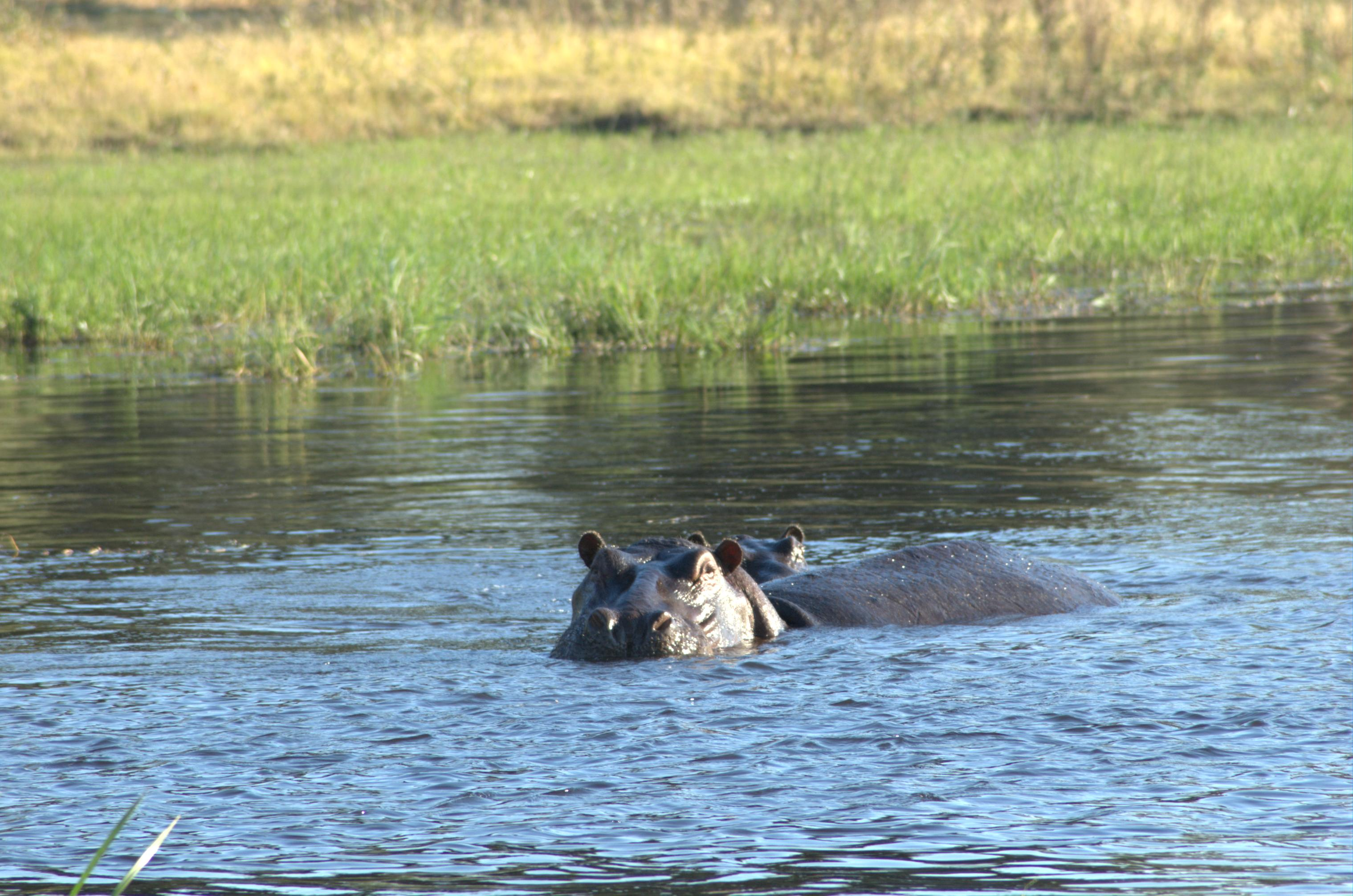
Бегемот спостерігає за фотографом
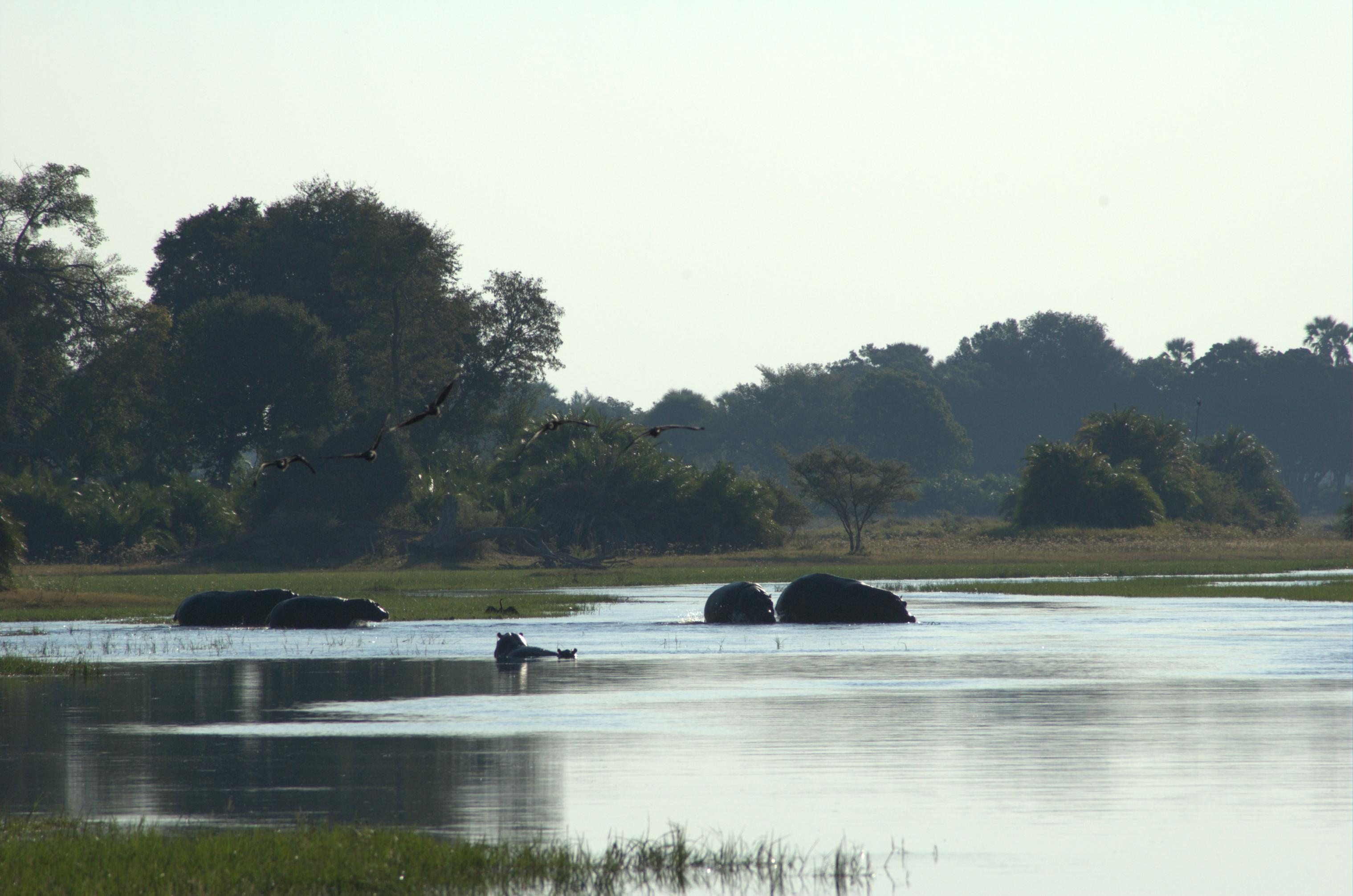
Група бегемотів у воді
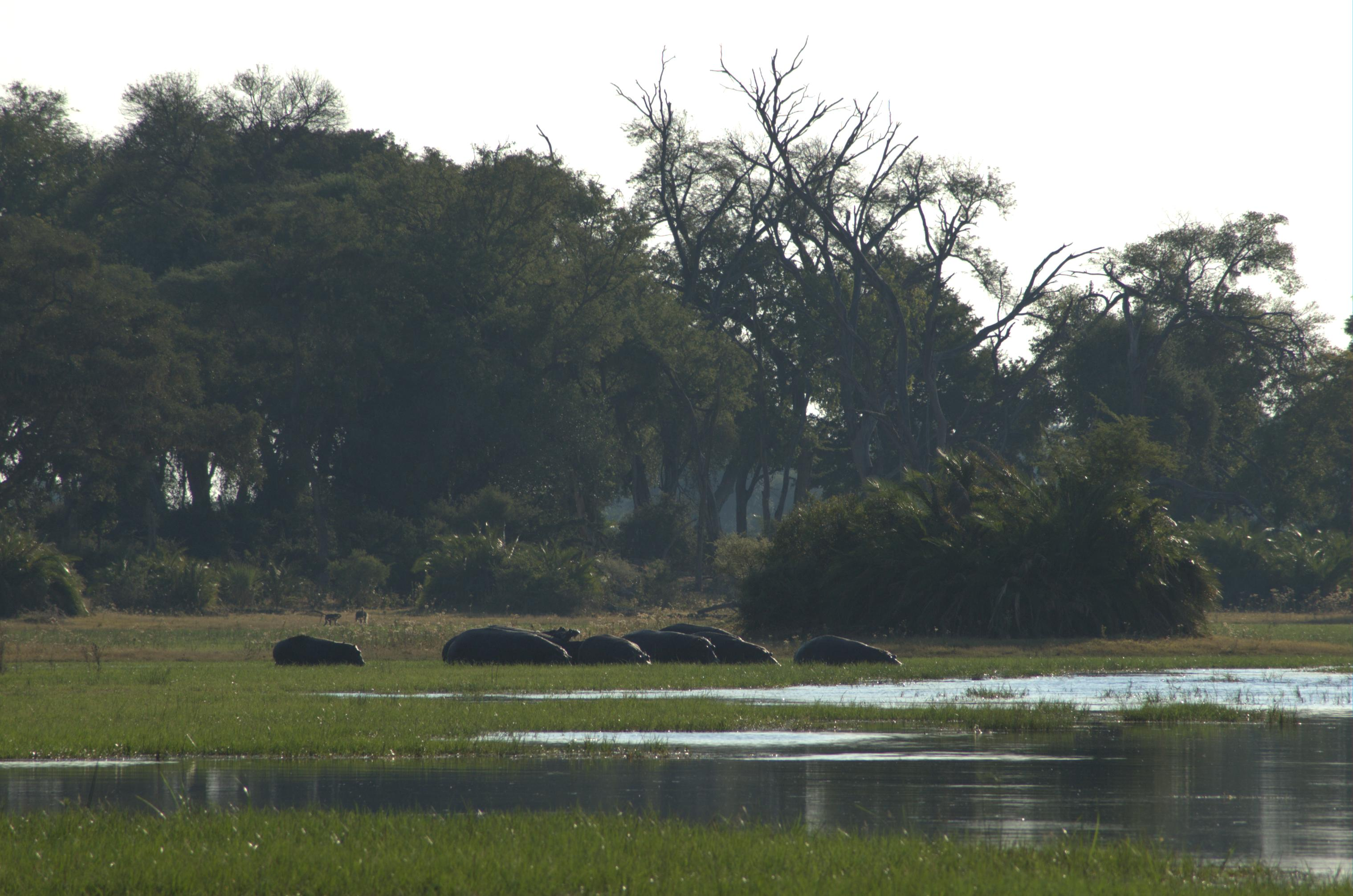
Ще одна група — у воді по коліна